# 寺島成輝
寺島 成輝（てらしま なるき、1998年7月30日 - ）は、大阪府高槻市出身の元プロ野球選手（投手）。左投左打。

## 経歴

### プロ入り前
大阪府高槻市で生まれ、2歳の時に東京都国分寺市に引っ越した。幼稚園年長組の時から、兄と共に国分寺市立第九小学校をホームグラウンドとする国分寺スカイホークスで軟式野球を始める。その後大阪に戻り、茨木市立東中学校時代には箕面ボーイズ在籍中の中学3年生時には世界少年野球大会優勝を経験した。
履正社高等学校では1年生からベンチ入りし、唯一出場した全国大会である3年夏の甲子園では3回戦まで進出した。高校時代の同期には山口裕次郎、1年後輩に安田尚憲、竹田祐がいる。
U-18日本代表に選出され、第11回 BFA U-18アジア選手権大会に出場、中国とインドネシアを相手に登板し、優勝に貢献した。最多勝、最優秀防御率賞、ベストナインの3冠を獲得した。さらに、いわて国体でも優勝を果たした。
2016年10月20日に行われたドラフト会議で、東京ヤクルトスワローズから単独1位指名を受け、契約金1億円プラス出来高払い、年俸1200万円で入団に合意した（金額は推定）。背番号は18。同期の山口も北海道日本ハムファイターズから6位指名されたが辞退し、JR東日本硬式野球部に入部している。

### ヤクルト時代
2017年、度重なる怪我に悩まされ、ようやく8月に二軍公式戦初登板を迎える。二軍公式戦において6試合に登板し0勝1敗、防御率2.37の成績を残し、9月30日の対中日ドラゴンズ戦において、一軍公式戦初登板・初先発を果たしたが、福田永将に2ランを浴びるなど5失点でKOされるほろ苦いデビューとなった。オフシーズンに台湾で開催されたアジアウインターベースボールリーグにおいて、NPBイースタン選抜に選出された。
2018年はわずか1試合の登板に終わった。
2019年はリリーフとして3試合に登板した。
2020年は引き続きリリーフで起用される。7月7日の対中日4回戦に同点9回から登板し、10回に味方が決勝点を挙げ4年目でプロ初勝利を挙げた。このシーズンは30試合に登板し防御率も2点台と安定していた。
2021年は、わずか1試合の登板に終わる。
2022年は、シーズンを通して一軍での登板がないまま球団から戦力外通告を受けた。11月8日、楽天生命パーク宮城で行われた12球団合同トライアウトに参加。登板は四球、安打、内野フライに終わった。「結果も出してないのに6年も使ってもらったヤクルトには感謝しかない。お世話になった人たちに最後まで必死にもがいてる姿を見せられたらいいなと思って、今日ここに来ました」と感想を述べた。トライアウト受験後も、寺島が希望するNPBの球団からのオファーは無く、11月17日に現役を引退することを発表。

### 現役引退後
引退後は株式会社For A-careerに入社。えーかおキャリア事業部（人材エージェント事業）に配属され、コンサルティングを担当したが、入社4カ月で退職した。
2024年からは株式会社enucolorに勤めている。

## 選手としての特徴
高校時代に最速150km/hを記録。直球は指にかかった際のスピン量が抜群であり、空振りを取れるのが持ち味。変化球はチェンジアップ、フォーク、カーブ、スライダー、カットボールなど。

## 詳細情報

### 年度別投手成績
| 年 度     | 球 団     | 登 板 | 先 発 | 完 投 | 完 封 | 無 四 球 | 勝 利 | 敗 戦 | セ 丨 ブ | ホ 丨 ル ド | 勝 率 | 打 者 | 投 球 回 | 被 安 打 | 被 本 塁 打 | 与 四 球 | 敬 遠 | 与 死 球 | 奪 三 振 | 暴 投 | ボ 丨 ク | 失 点 | 自 責 点 | 防 御 率 | W H I P |
| --------- | --------- | ----- | ----- | ----- | ----- | -------- | ----- | ----- | -------- | ----------- | ----- | ----- | -------- | -------- | ----------- | -------- | ----- | -------- | -------- | ----- | -------- | ----- | -------- | -------- | ------- |
| 2017      | ヤクルト  | 1     | 1     | 0     | 0     | 0        | 0     | 0     | 0        | 0           | ----  | 18    | 3.0      | 5        | 1           | 3        | 0     | 0        | 3        | 0     | 0        | 5     | 5        | 15.00    | 2.67    |
| 2018      | ヤクルト  | 1     | 1     | 0     | 0     | 0        | 0     | 1     | 0        | 0           | .000  | 13    | 2.0      | 4        | 1           | 4        | 0     | 0        | 2        | 0     | 0        | 6     | 6        | 27.00    | 4.00    |
| 2019      | ヤクルト  | 3     | 0     | 0     | 0     | 0        | 0     | 0     | 0        | 0           | ----  | 21    | 4.0      | 9        | 0           | 2        | 0     | 0        | 0        | 0     | 0        | 3     | 1        | 2.25     | 2.75    |
| 2020      | ヤクルト  | 30    | 0     | 0     | 0     | 0        | 1     | 0     | 0        | 3           | 1.000 | 163   | 36.1     | 41       | 5           | 15       | 1     | 1        | 27       | 1     | 0        | 14    | 10       | 2.48     | 1.54    |
| 2021      | ヤクルト  | 1     | 0     | 0     | 0     | 0        | 0     | 0     | 0        | 0           | ----  | 10    | 2.0      | 5        | 0           | 0        | 0     | 0        | 0        | 0     | 0        | 1     | 1        | 4.50     | 2.50    |
| 通算：5年 | 通算：5年 | 36    | 2     | 0     | 0     | 0        | 1     | 1     | 0        | 3           | .500  | 225   | 47.1     | 64       | 7           | 24       | 1     | 1        | 32       | 1     | 0        | 29    | 23       | 4.37     | 1.86    |

### 年度別守備成績
| 年 度 | 球 団    | 投手  | 投手  | 投手  | 投手  | 投手  | 投手     |
| 年 度 | 球 団    | 試 合 | 刺 殺 | 補 殺 | 失 策 | 併 殺 | 守 備 率 |
| ----- | -------- | ----- | ----- | ----- | ----- | ----- | -------- |
| 2017  | ヤクルト | 1     | 0     | 2     | 0     | 0     | 1.000    |
| 2018  | ヤクルト | 1     | 0     | 0     | 0     | 0     | ----     |
| 2019  | ヤクルト | 3     | 0     | 0     | 1     | 0     | .000     |
| 2020  | ヤクルト | 30    | 1     | 8     | 0     | 1     | 1.000    |
| 2021  | ヤクルト | 1     | 0     | 0     | 0     | 0     | .000     |
| 通算  | 通算     | 36    | 1     | 10    | 1     | 1     | .917     |

### 記録
初記録
投手成績
- 初登板・初先発：2017年9月30日、対中日ドラゴンズ24回戦（明治神宮野球場）、3回0/3を5失点で勝敗つかず
- 初奪三振：同上、1回表に京田陽太から見逃し三振
- 初勝利：2020年7月7日、対中日ドラゴンズ4回戦（ナゴヤドーム）、9回裏に6番手で救援登板、1回無失点
- 初ホールド：2020年7月8日、対中日ドラゴンズ5回戦（ナゴヤドーム）、9回裏に6番手で救援登板、1回無失点

打撃成績
- 初打席：2017年9月30日、対中日ドラゴンズ24回戦（明治神宮野球場）、2回裏に大野雄大から空振り三振

### 背番号
- 18（2017年 - 2022年）

### 登場曲
- 「TAKOYAKI in my heart」関ジャニ∞（2017年 - 2018年）
- 「Hero's Come Back!!」nobodyknows+（2019年）
- 「The Greatest Show」Hugh Jackman, Keala Settle, Zac Efron, Zendaya & The Greatest Showman Ensemble（2020年）
- 「ドクターXのテーマ」沢田完（2021年）
- 「無敵艦隊」MEGARYU（2021年 - ）

### 代表歴
- 第11回 BFA U-18アジア選手権大会：野球日本代表
- 2017アジアウインターベースボールリーグ：NPBイースタン選抜[12]